# FH70 榴彈砲
FH70 榴彈砲（英語：FH70 howitzer）是北大西洋公約組織的英國、德國、義大利在1970年代發展的155公釐拖曳式榴彈砲。

## 發展歷程
1963年，北大西洋公約組織就牽引式或履帶式近距離支援火砲達成共同開發協定（NATO Basic Military Requirement (NBMR) 39）。德國和英國開始討論和設計研究，並於1968年就牽引式 155公釐榴彈砲的操作特性達成協定，該協定產品的目的是裝備北約會員國砲兵取代美造M114 155毫米榴弹炮，義大利於1970年成為該協定的締約方。

## 設計
協定主要要求規格：
- 可拆卸式輔助動力裝置 (APU)：輔助行駛範圍為 30 公里（19 英里）
- 射速要求15-20秒內連發三發，短時間每分鐘六發，持續每分鐘兩發
- 能夠發射北約服役的所有 155公釐彈藥，以及後續開發的新彈藥。

VSEL是協調設計機構，萊茵金屬負責砲座砲身（包括瞄準器）和 APU 的設計，英國皇家軍備研究與發展機構 (RARDE) 負責設計高爆彈和裝藥系統，德國負責煙霧彈、照明彈、增程彈。

## 現況
20世紀末，英國計畫以兩種新型榴彈砲來取代FH70，第一種是UFH 155公釐輕型榴彈砲（ Ultralight Field 155mm  Howitzer，英軍編號LW155，Lightweight 155mm Howitzer），此砲已經獲得美國採用並授權美國生產，美軍編號為M777，另一種計劃是為FH70換裝52倍徑砲管，但似乎未受青睞。此外，德國也計畫改良現役的FH70，換裝52倍徑砲管，最終放棄，全力發展PzH2000履帶式自走砲。
2022年俄羅斯全面入侵烏克蘭後，多個歐洲國家向烏克蘭捐贈FH70。義大利捐贈大約庫存190門中的一部分，具體數量不詳，這些火砲於2022年5月在烏克蘭服役。2023年1月，愛沙尼亞宣布將向烏克蘭捐贈其全部庫存FH70 榴彈砲 。

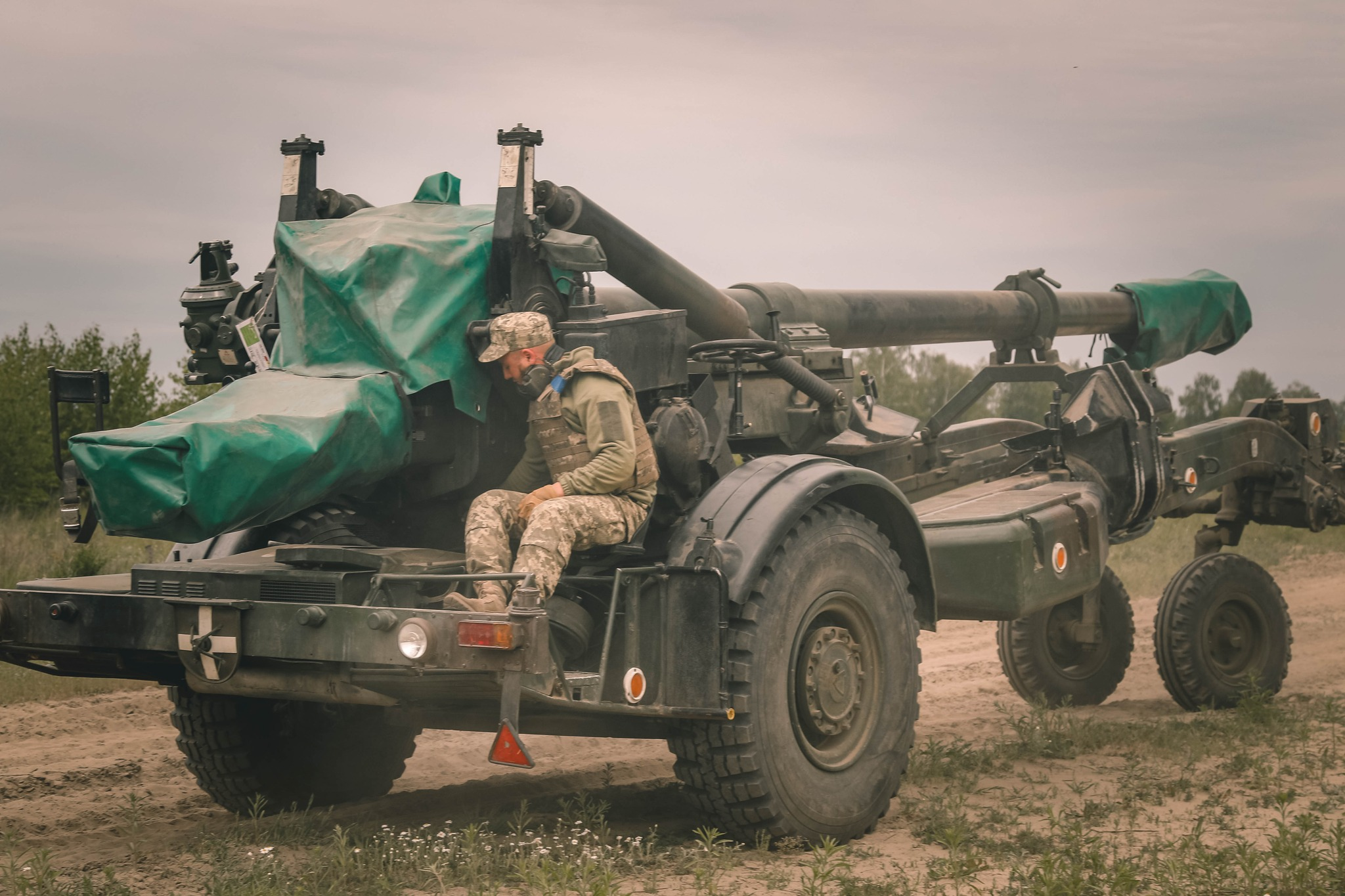
烏克蘭陸軍砲組人員以APU輔助動力移動FH70榴彈砲，照片攝於26 May 2022
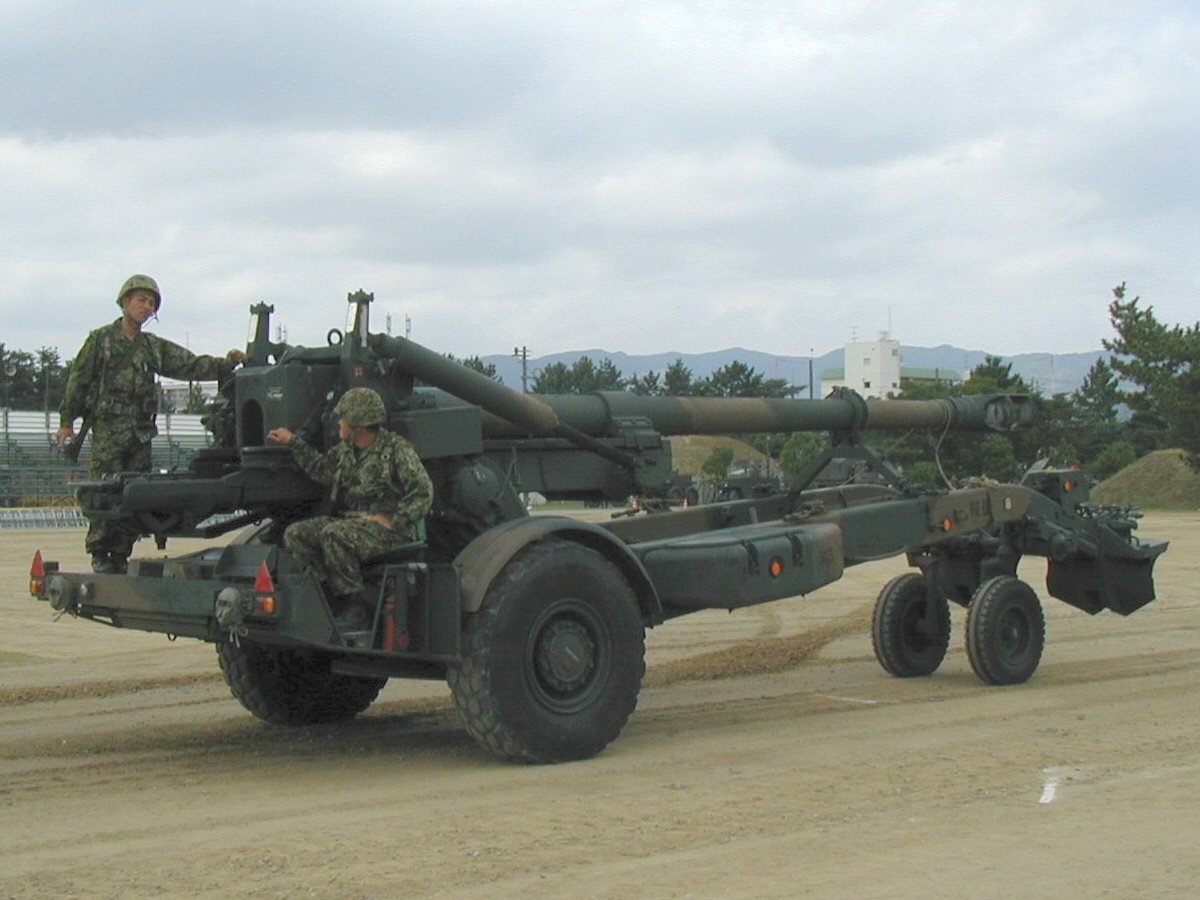
日本陸上自衛隊（JGSDF ）以APU輔助動力移動FH70
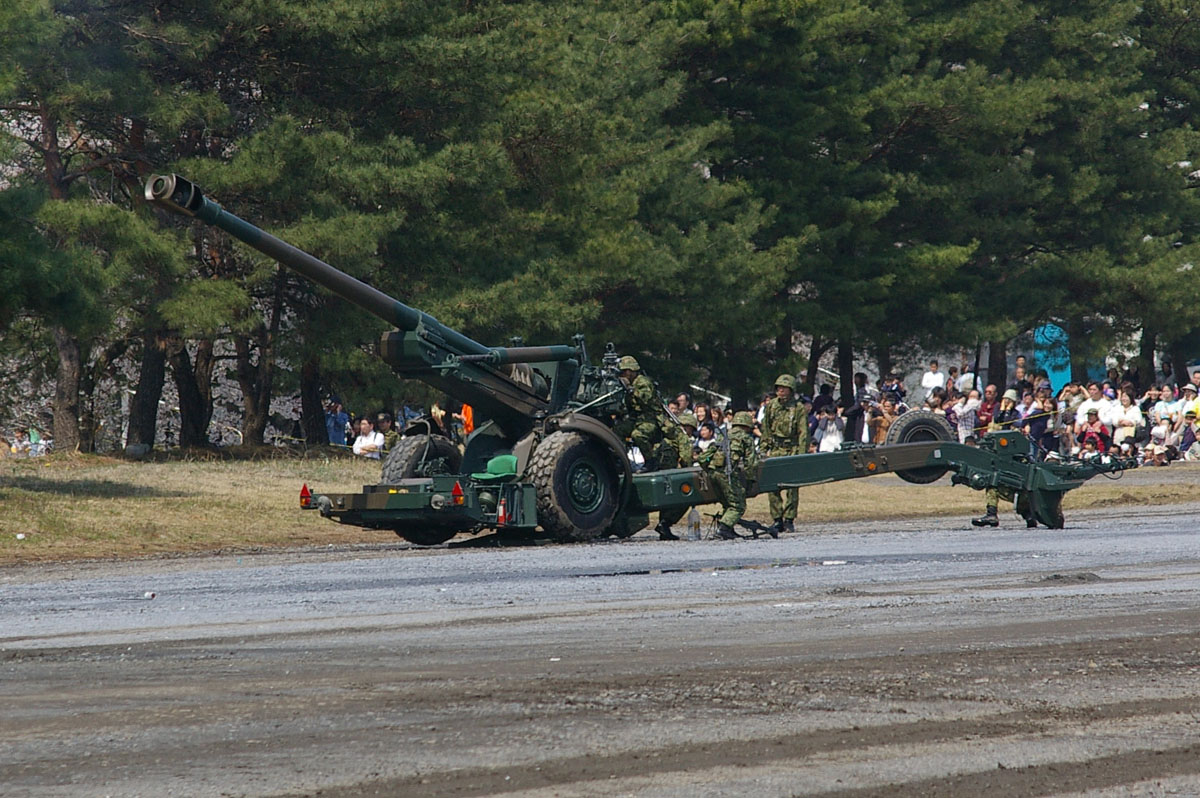
日本陸上自衛隊裝備的FH70 榴彈砲進行列放狀態操演
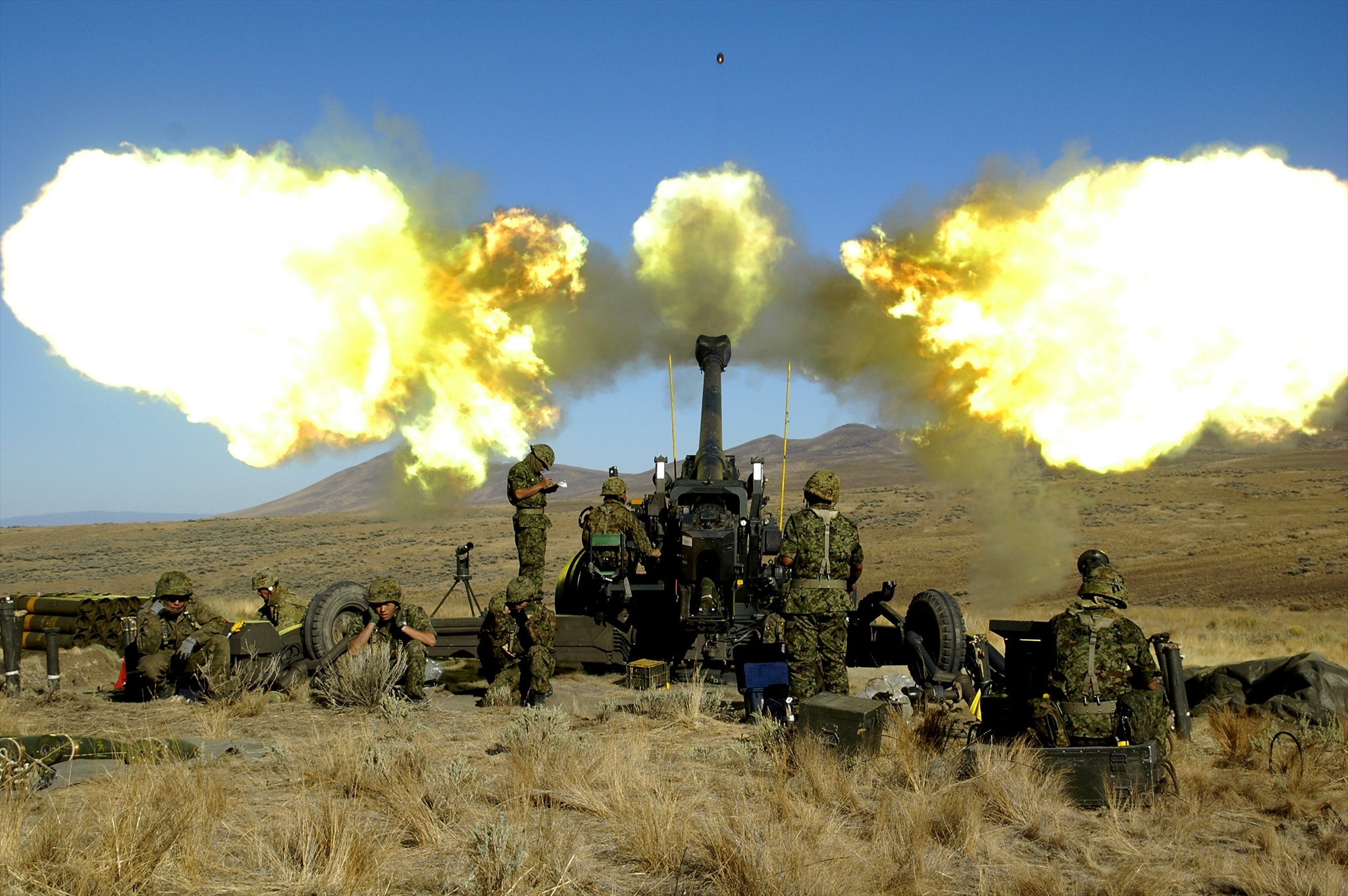
日本陸上自衛隊裝備的FH70 榴彈砲射擊情景
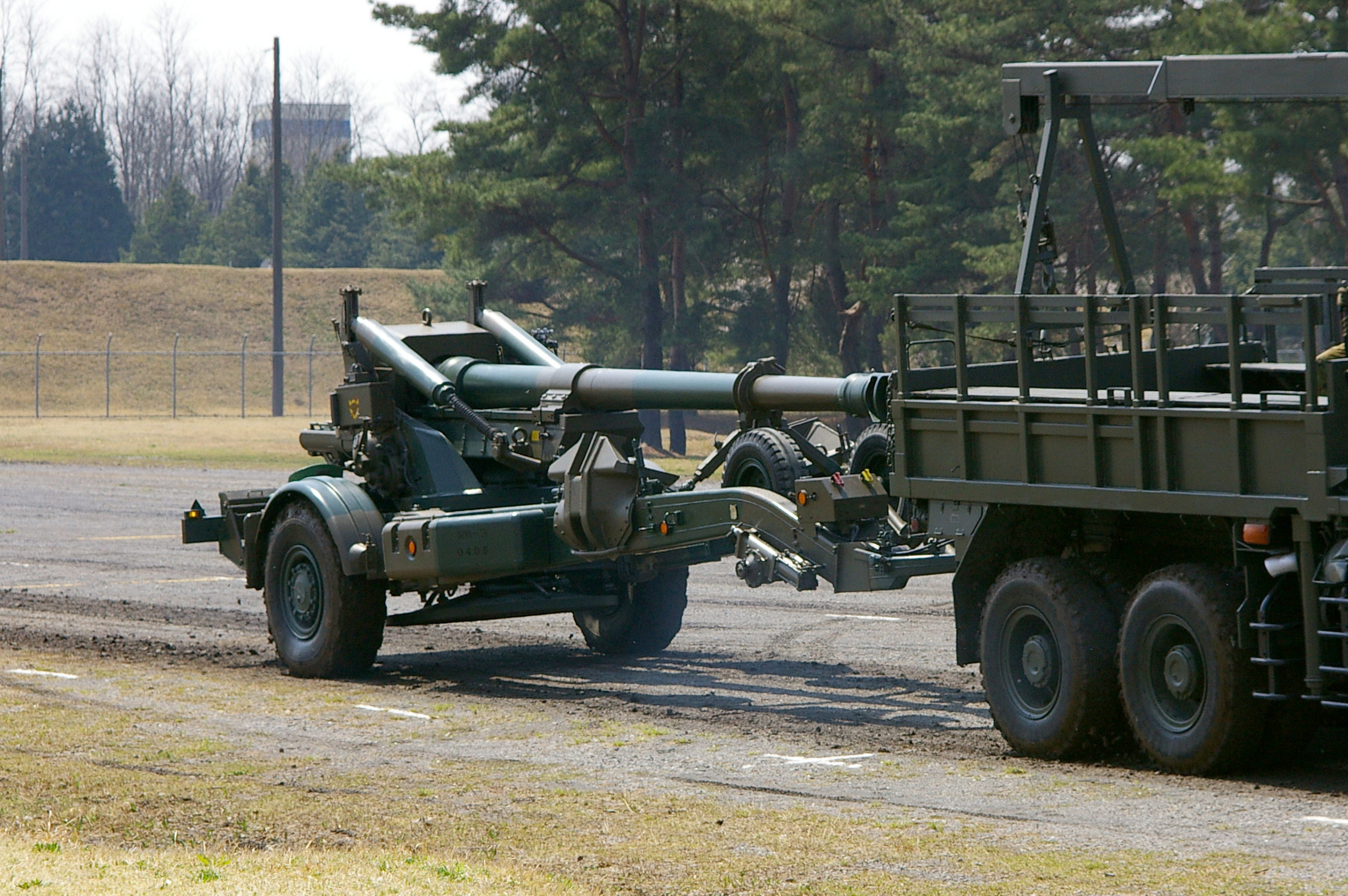
日本陸上自衛隊（JGSDF ）的FH70 榴彈砲以曵引車牽引行軍狀態
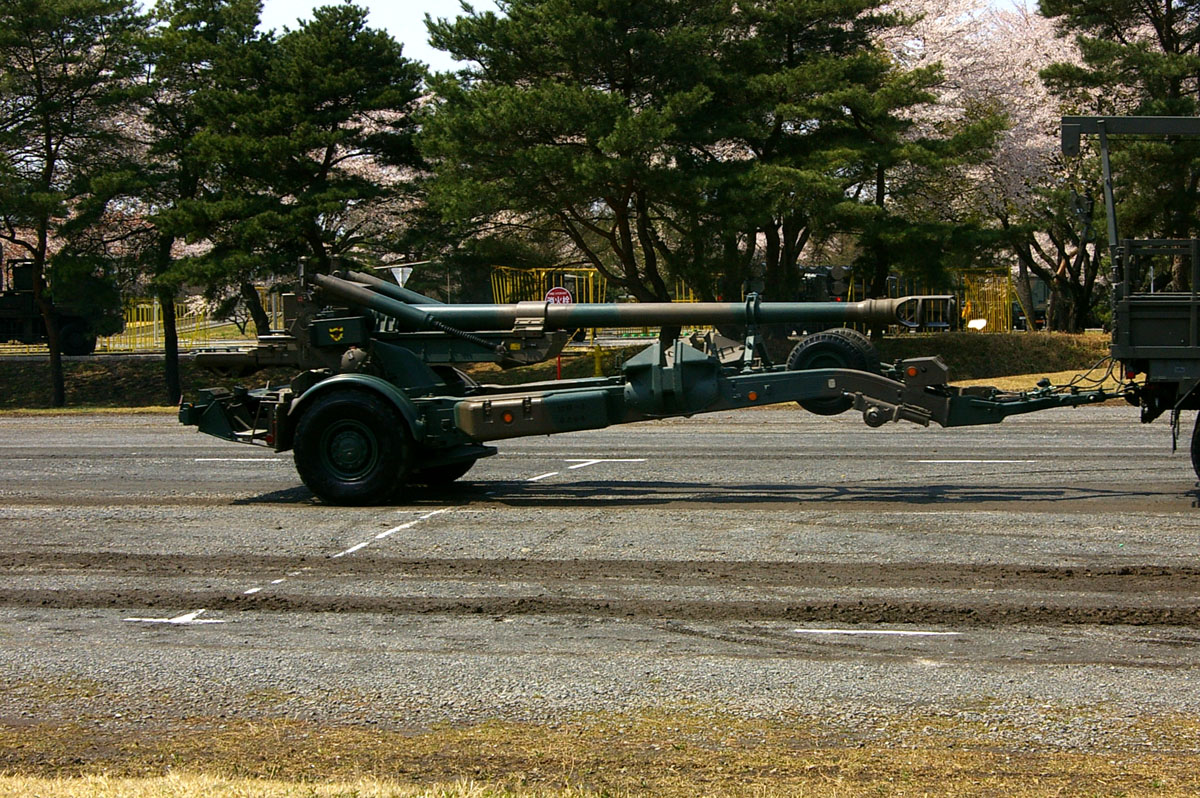
日本陸上自衛隊（JGSDF ）的FH70 榴彈砲以曵引車牽引行軍狀態
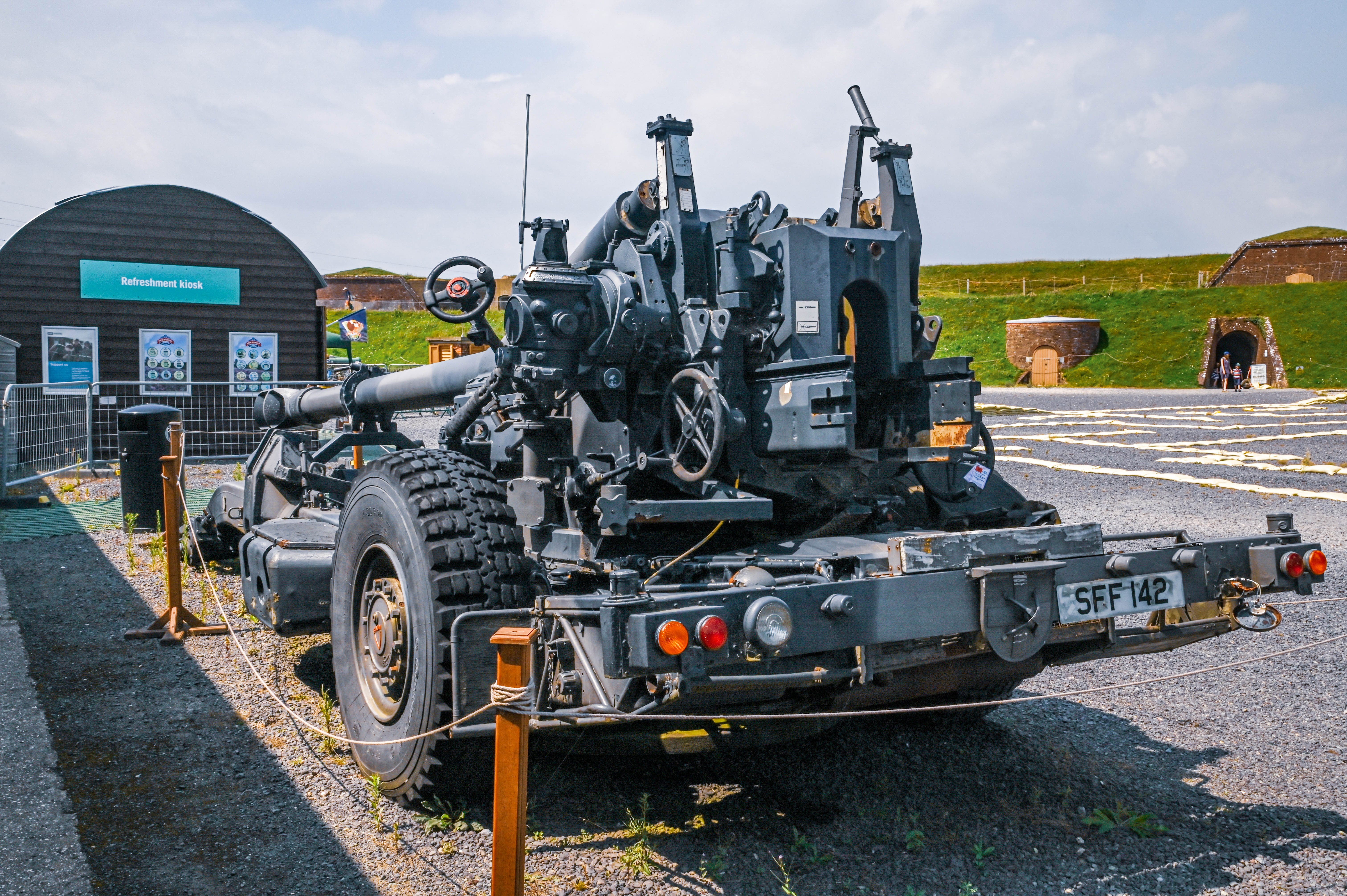
FH70 砲尾

## 使用國家

### 現役中
- 義大利 – 190門。
- 日本 – 日本製鋼所獲授權生產480門
- 黎巴嫩 – 現役數量不詳
- 摩洛哥 – 30門
- 阿曼 – 12門
- 沙烏地阿拉伯 – 72門
- 乌克兰 – 已知有34門，義大利援助10門，愛沙尼亞援助24門。[6][8]

### 已退役
- 爱沙尼亚 – 24門，原本來自德國的後備役武器庫存，轉贈烏克蘭
- 德国 – 150門，德國國防軍編號為 FH155-1 (Field Howitzer 155mm Mk1)
- 马来西亚 – 15門
- 荷蘭 – 15門，原本來自德國的後備役武器庫存，現在編入預備役裝備
- 英国 – 67門，英國陸軍編號為Howitzer 155mm L121，配備L12牽引運輸車、L13彈藥軍械車在英國服役至1999年。

## 備註
1. ↑  NBMR-39："short range artillery support matériel 1970-1975"

## 外部連結
- （日語）—陸上自衛隊「155mmりゅう弾砲FH-70」射撃訓練　2020年10月14日 （页面存档备份，存于）
- （日語）—FH-70 155mm榴弾砲　発砲　信太山駐屯地祭にて （页面存档备份，存于）
- Italian Army Site
- Estonian Defence Forces （页面存档备份，存于）